# 舐達麻
舐達麻（なめだるま）は、日本のヒップホップ・ミュージッククルー。
名前の由来は、命名の必要に迫られた際にたまたま読んでいた『実話ナックルズ』でライターの「舐めダルマ親方」（本名：島本慶）の名前を目にしたことによる。楽曲「ALLDAY」、｢BUDS MONTAGE｣や｢100MILLIONS（REMIX）｣等は、日本のヒップホップの歴史における名曲(クラシック)に数えられる。

## 来歴
当初「舐達麻」の前身に当たる埼玉県北部のHIP HOPクルー「49」（フォーティーナイン。リーダーはNANCY）のメンバーとして、G-PLANTS（当時は「G-BOKK（略:G）」名義）、D BUBBLES（当時は「D.E.E.P（略:D）」名義）、BADSAIKUSH（当時は「賽」名義）、DELTA9KID（当時は「廣」名義）、104（ワンオーフォー、本名トシ）が活動。
2009年6月3日、金庫破りをした後に警察から逃走中、深谷市榛沢付近でコンクリートに突っ込む交通事故を起こす。その際にメンバーの104が全身強打で死亡。BADSAIKUSHは気絶したものの104の姿を見たのちに逃走し、現行犯逮捕。DELTA9KIDは逃走できたものの両親に説得され、翌日家族とともに警察に出頭し逮捕。
2009年「49」内部ユニット「舐達磨's （なめだるまーず）」を結成。
2010年、少年刑務所に収容されていたBADSAIKUSHが釈放。
2011年3月デモCD「ダルマサンガコロンダ」を無料で配布。この時点での「舐達磨's」メンバーはD BUBBLES、BADSAIKUSH、G-PLANTSの3MCとDJ DRUNKERの1DJで4人(CD裏面に記載)。
2011年3月〜2013年、デモCD配布からDELTA9KIDが出所するまでの期間の時点で「舐達磨's」のメンバーはD BUBBLES、BADSAIKUSH、GPLANTS、DJ DRUNKER、DJ TAR、いつも何かをしてるRENON、P-ERO、ZONE-B、ジャケなどを手がけるG-LAW WORKS、DELTA9KID、逝去した104であった。
2013年、DELTA9KIDが釈放、ユニット名を「舐達麻」に改名。
2015年12月3日、ユニット名を変更後、1stアルバムとして『NORTHERNBLUE 1.0.4.』を発表。タイトルの「NORTHERNBLUE」は、インディカ種大麻の品種の一つ。同じくタイトルの「1.0.4.」は、交通事故で逝去したメンバーの104を表している。
2018年、D BUBBLES、BADSAIKUSH、DELTA9KIDの3名が大麻取締法違反（所持）で逮捕され、D BUBBLESのみが実刑となり刑務所に収容。
2019年8月31日（大麻を意味する隠語である野菜とかけている）にセカンドアルバム『GODBREATH BUDDHACESS』を発表。iTunesHIPHOPカテゴリのアルバムランキングで一位となる。
2021年4月14日、G-PLANTSとDELTA9KIDの2人が、大麻取締法違反（所持）の疑いで再び警視庁に逮捕。
2021年5月6日、DELTA9KIDが釈放。
2021年5月26日、G-PLANTSが釈放。
2022年10月4日、BADSAIKUSHとG-PLANTSの2人が、大麻取締法違反（所持）の現行犯で静岡県警察に逮捕。10日後の14日、不起訴処分。

## メンバー
- 賽 a.k.a. BADSAIKUSH（バダサイクッシュ、1990年3月29日（35歳）[9] - /本名：細谷雄太）

埼玉県深谷市出身。
中学生時代から、既に車を所有しており、同メンバーであるDELTA9KIDと共に車を乗り回していた。
20歳から数年間は覚醒剤を使用していたと公言しており、当時の写真の左前腕にはケロイドのようになった注射痕が多数存在する。
覚醒剤の副作用の影響で右耳が聞こえなくなり、一度手術をしたが、治っていない。
結成当初は自分の運命は自分で決めるという想いからサイコロや賽銭箱という意味の賽というMCネームで活動していたが、自身がよく捕まることからBAD、自身を雄の大麻を意味するKUSHに喩え陶酔成分が多く含まれる雌の大麻と交わることでリリックが生み出されるという想いが込められたKUSHを加えた現在のMCネームに改められた。
舐達麻の実質的なリーダー的存在であり、使用するビートなど楽曲の方向性は基本的にBADSAIKUSHが決めている。
大の猫好きであることでも知られ、コラット種であるリュウとベンガル種であるzerryを飼っている。
2020年10月11日、ANARCHYと共作で配信シングル「DAYDREAM」をリリース。同年11月8日にはANARCHY & BADSAIKUSH名義でEP『GOLD DISC』を配信している。
- G-PLANTS（ジープランツ、1988年1月30日（36歳）- /本名：本多勇翔）

埼玉県熊谷市出身。
MCネームはギャングスタ（Gangsta）のGと植物や工場を意味するPlantを組み合わせたもの。クルーからは本名から「本ちゃん」の愛称で呼ばれている。
2018年10月時点では「長崎のおじいちゃんおばあちゃんが結構厳しいんで、刺青とか入れたら泣いちゃうんで」と語り、刺青を入れない意思を示していた（当時から足に刺青は入っていた）。しかし後に、全身に和彫の刺青（いわゆる「どんぶり」）を入れた。
- DELTA9KID（デルタナインキッド、1989年（34歳）- /本名：広井大輔）

埼玉県深谷市出身。
MCネームの由来は、カンナビノイド受容体に結合し細胞を活性化させる大麻の主成分delta-9-tetrahydrocannabinol（デルタナインテトラヒドロカンナビノール）と「小さくてイケてるやつ」を意味するKID。
刑務所内の工場で作っていたことから善哉が大好物になった。

### 元メンバー
- D BUBBLES（ディーバブルズ）

結成メンバー。2018年にBADSAIKUSHとDELTA9KIDと共に大麻取締法違反で逮捕され、D BUBBLESのみ実刑判決を受けて刑務所に収監されたが、出所後に行方不明となった。

## クルー
- APHRODITE GANG（アフロディーテギャング）

舐達麻を中心として、地元の仲間20人～30人から構成されるクルー。ラッパー、ビートメイカーのみならずプロゴルファーの中村貴至も一員となっている。地元の仲間は基本的に入っているという。

## ディスコグラフィ

### 配信限定シングル
| 発売日         | タイトル                      |
| -------------- | ----------------------------- |
| 2017年12月16日 | TIMELESS                      |
| 2019年2月11日  | LIFE STASH                    |
| 2019年2月11日  | FLOATIN'                      |
| 2019年4月13日  | B.I.G hAppA (prod.NaiChoplaw) |
| 2019年4月13日  | FUTURE (prod.SAC)             |
| 2019年12月6日  | 100MILLION (REMIX)            |
| 2020年7月30日  | BUDS MONTAGE                  |
| 2022年12月3日  | BLUE IN BEATS                 |
| 2023年1月16日  | ALL DAY                       |
| 2023年12月1日  | FEEL OR BEEF BADPOP IS DEAD   |
| 2025年6月5日   | THE SEQUEL                    |

## ミュージックビデオ
| 公開日     | 曲名                           |
| 2016/09/26 | frequencies                    |
| 2017/02/20 | TIMELESS                       |
| 2018/06/07 | FUTURE                         |
| 2018/06/20 | Dbubbles                       |
| 2018/10/31 | LifeStash                      |
| 2018/10/31 | 舐達麻 "G plants & BADSAIKUSH" |
| 2019/01/15 | FLOATIN'                       |
| 2019/08/30 | GOOD DAY                       |
| 2019/12/05 | 100MILLIONS (REMIX)            |
| 2020/07/28 | BUDS MONTAGE                   |